# Gumberk
Gumberk – wieś w Słowenii, w gminie miejskiej Novo mesto. W 2018 roku liczyła 74 mieszkańców. 